# T. E. Lawrence
Đại tá Thomas Edward Lawrence, (16 tháng 8 năm 1888 – 19 tháng 5 năm 1935), thường được gọi là T. E. Lawrence, là một sĩ quan Quân đội Anh nổi tiếng vì vai trò của ông trong Cuộc nổi dậy của Ả Rập chống sự thống trị của Đế quốc Ottoman - Thổ Nhĩ Kỳ trong những năm 1916 - 1918. Ông được xem là người lãnh đạo chiến tranh du kích nổi danh nhất trong cuộc Chiến tranh thế giới thứ nhất, và là bậc thầy của phương thức "đánh và chạy" nhằm quấy rối và giam chân quân Thổ Nhĩ Kỳ. Cuộc đời hoạt động rộng rãi và phong phú của ông được mô tả sinh động trong các trang viết của chính ông đem lại cho ông danh tiếng "Lawrence xứ Ả Rập", một cái tên phổ biến rộng rãi nhờ bộ phim năm 1962 dựa trên cuộc đời ông 
Hình ảnh công chúng của ông chủ yếu được xây dựng bởi những bài tường thuật giật gân về Cuộc nổi dậy của người Ả Rập của nhà báo Mỹ Lowell Thomas cũng như tác phẩm tự thuật của ông "Bảy cột trụ của trí khôn" ("Seven Pillars of Wisdom",1922).

## Những năm đầu đời

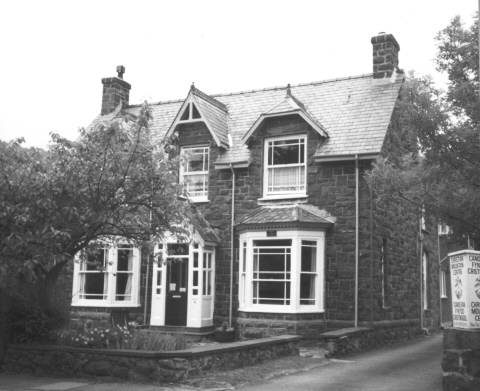
Nơi sinh của T.E.Lawrence. Ngôi nhà ban đầu được gọi là 'Gorphwysfa' trước khi mang tên tiếng Anh 'Woodlands'. Về sau nó được cải về tên cũ, nhưng theo chính tả tiếng Wales hiện đại 'Gorffwysfa', nhưng gần đây lại đổi thành 'Lawrence House'.

Lawrence sinh ở Gorphwysfa vùng Tremadog, Caernarfonshire (nay là Gwynedd), Wales. Người cha gốc Anh-Ireland, Thomas Robert Tighe Chapman, người năm 1914 thừa kế tước vị Huân tước thứ 7 của Westmeath ở Ireland, đã bỏ vợ ông Edith vì nữ gia sư của các con gái ông Sarah Junner (con ngoài giá thú của một người tên Lawrence, do đó thường tự gọi mình là 'Cô Lawrence' trong gia đình Chapman). Hai người không lấy nhau nhưng vẫn thường được gọi là ông bà Lawrence.

Thomas Chapman và Sarah Junner đã có năm người con trai ngoài giá thú, trong đó Thomas Edward là người con thứ hai. Từ Wales gia đình chuyển tới Kirkudbright ở Scotland, sau đó là Dinard ở Brittany, rồi tới Jersey. Từ 1894–1896 họ sống ở Langley Lodge (ngày nay đã bị phá hủy), định cư trong khu rừng riêng ở đường biên phía đông của New Forest và Southampton Water ở Hampshire. Ông Lawrence từng bơi thuyền và đưa bọn trẻ tới xem cuộc đua thuyền buồm ở bãi biển Solent off Lepe. Đến lúc họ rời đi, cậu bé tám tuổi Ned (tên thường gọi của Thomas) đã có khuynh hướng thích đồng quê và các hoạt động ngoài trời.
Hè năm 1896 gia đình Lawrence chuyển tới 2 Polstead Road (ngày nay được ghi dấu bằng một tấm biển xanh) ở Oxford, nơi,cho tới 1921, họ sống dưới tên Ông bà Lawrence. Ned đăng ký vào Trung học cho nam sinh Oxford, nơi một trong bốn "nhà" về sau mang "Lawrence" để tưởng nhớ ông; trường này đóng cửa năm 1966. Như là một nam sinh, một trong những sở thích của ông trong thời gian sống ở đây là đạp xe tới nhà thờ địa phương và sao chép các tượng chân dung(brass rubbing). Lawrence và một người anh em trai của ông trở thành những thành viên của Đoàn Thanh niên Công giáo ở Nhà thờ St Aldate.
Lawrence khẳng định rằng khoảng năm 1905, ông từng trốn nhà để phục vụ trong vài tuần như là một chiến sĩ trong Pháo binh Phòng thủ Hoàng gia tại Lâu đài St Mawes ở Cornwall, nơi ông được trưng tập. Trong văn khố quân đội không lưu trữ văn bản nào xác nhận điều này.
Từ năm 1907 Lawrence học ở Jesus College, Oxford. Trong những mùa hè 1907 và 1908, ông đã du lịch nước Pháp bằng xe đạp, sưu tập các bức ảnh, tranh vẽ và số liệu đo đạc về các tòa lâu đài trung cổ. Vào mùa hè 1909, ông tiến hành một cuộc du lịch đơn độc kéo dài ba tháng tới những pháo đài của quân Thập tự ở Syria thuộc Ottoman, trong đó ông đã đi bộ hơn 1.000 mi (1.600 km). Lawrence tốt nghiệp hạng ưu với luận văn Ảnh hưởng của quân Thập tự chinh lên kiến trúc quân sự châu Âu – tới cuối thế kỷ XII dựa trên các nghiên cứu thực địa của ông ở châu Âu, nhất là ở Châlus, và ở Trung Đông.
Sau khi tốt nghiệp vào năm 1910, Lawrence bắt đầu nghiên cứu sau đại học về đồ gốm Trung cổ với một học bổng của trường Magdalen College, Oxford, nhưng ông đã từ bỏ sau khi có cơ hội trở thành một nhà khảo cổ học thực hành ở Trung Đông. Lawrence trở thành một nhà ngôn ngữ khi thông thạo tiếng Pháp, tiếng Đức, Latin, tiếng Hy Lạp, tiếng Thổ Nhĩ Kỳ, tiếng Ả Rập, tiếng Syria. Tháng Mười Hai 1910 ông chèo thuyền tới Beirut, đáp tới Jbail (Byblos), nơi ông đã học tiếng Ả rập. Sau đó ông tiến hành các cuộc khai quật ở Carchemish, gần Jerablus phía bắc Syria, nơi ông làm trong kíp của D. G. Hogarth và R. Campbell-Thompson thuộc Bảo tàng Anh quốc. Sau này ông khẳng định rằng tất cả những gì ông thu hoạch được đều mắc nợ Hogarth. Nằm gần đường giao cắt quan trọng trên đường sắt Baghdad, các tri thức thu lượm được ở đây đã đóng vai trò quan trọng trong trí tuệ quân sự sau này của ông. Trong khi khai quật các di chỉ cổ Lưỡng Hà, Lawrence đã gặp Gertrude Bell, người đã ảnh hưởng lớn đến ông trong thời gian ở Trung Đông.

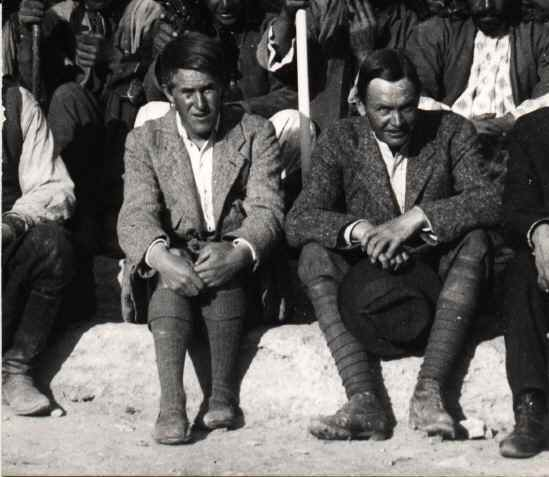
T. E. Lawrence và Leonard Woolley (phải) ở Carchemish, Mùa xuân 1913.

Cuối năm 1911, Lawrence trở lại Anh một thời gian ngắn. Tháng 11 ông lên đường tới Beirut cho mùa thứ khai ở Carchemish, nơi ông làm việc với Leonard Woolley. Mặc dù ưu tiên công việc ở đây, ông cũng cộng tác ngắn hạn với Flinders Petrie ở Kafr Ammar, Ai Cập.
Lawrence tiếp tục cuộc hành trình ở Trung Đông cho tới khi bùng nổ Thế Chiến I. Tháng Một 1914, Woolley và Lawrence cùng được tuyển chọn bởi quân đội Anh dưới vỏ bọc khảo cổ cho cuộc trinh sát của quân đội ở sa mạc Negev. Họ được tài trợ bởi Quỹ Thám hiểm Palestine để điều tra một vùng mà trong Kinh Thánh gọi là "Hoang địa Zin"; dọc theo đường, họ tiến hành một cuộc điều tra khảo cổ ở sa mạc Negev. Negev có một vị trí chiến lược, dễ là nơi băng qua của bất cứ đội quân Ottoman nào tấn công Ai Cập trong cuộc chiến. Woolley và Lawrence sau đó đã công bố một bản tường thuật của những kết quả khảo cổ, nhưng quan trọng hơn là một bản đồ cập nhật về khu vực, với nhấn mạnh đặc biệt tới những đặc điểm quân sự trọng yếu như nguồn nước. Lawrence cũng đã tới thăm Aqaba và Petra.
Từ tháng Ba tới tháng 5 năm 1914, Lawrence lại làm việc ở Carchemish. Sau khi chiến sự bùng nổ tháng 8 năm 1914, theo lời khuyên của S.F. Newcombe, Lawrence đã không đăng ký lập tức vào Quân đội Anh; để chờ đến tháng 11, khi ông được triệu tập vào General List (Đoàn chuyên gia phục vụ cho quân đội Anh).

## Cuộc nổi dậy Arab

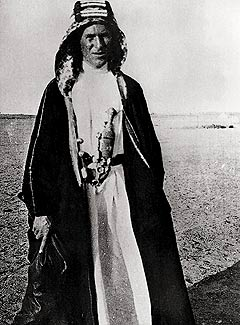
Lawrence ở Rabegh, bắc Jidda, 1917.

Khi Thế Chiến I bùng nổ, Lawrence đang là một nhà khảo cổ, người đã du hành nhiều năm qua các xứ của Đế chế Ottoman như Levant(Transjordan Palestine), Lưỡng Hà (Syria và Iraq) dưới tên thật của mình. Ông khá quen biết với các quan chức Bộ Nội vụ Thổ Nhĩ Kỳ và các cố vấn kỹ thuật người Đức của họ. Lawrence có liên lạc với các cố vấn Đức - Thổ, du hành trên các đường sắt do người Đức thiết kế, bỏ tiền và xây dựng trong các cuộc nghiên cứu của ông.
Ngay cả nếu Lawrence không tự nguyện, người Anh chắc chắn cũng sẽ tuyển mộ ông bởi các kiến thức của ông về Syria, Levant và Lưỡng Hà.Ông đã được gửi tới Cairo trong Cơ quan Tình báo của Sở chỉ huy Sĩ quan dân sự (General Officer Commanding - GOC) Trung Đông.
Trái với huyền thoại về sau, không phải Lawrence hay quân đội đã xây dựng nên một chiến dịch nổi dậy bên trong chống lại Đế chế Ottoman ở Trung Đông, mà là Văn phòng Arab của Bộ Ngoại giao Anh. Văn phòng Arab đã cảm nhận từ lâu rằng một chiến dịch được kích động và hỗ trợ tài tích bởi các nguồn lực bên ngoài, hỗ trợ các bộ lạc có tư tưởng chống đối chính quyền Thổ, sẽ làm rối trí chính quyền Ottoman khiến họ khó rảnh tay để tập trung vào cuộc chiến chính. Văn phòng Arab đã nhận ra giá trị chiến lược của cái mà ngày nay gọi là "xung đột bất đối xứng" của một cuộc nổi loạn như vậy. Chính quyền Ottoman sẽ phải đổ từ trăm đến ngàn lần nguồn lực để đối phó với một sự phản kháng bên trong so với cái giá phải trả của Đồng minh để khuyến khích nó.
Vào thời điểm đó trong tư duy của Bộ Ngoại giao Anh không xem vùng này như là một vùng lãnh thổ tiềm năng đặt trong Đế chế Anh, mà chỉ là một phần mở rộng phạm vi ảnh hưởng của đế chế, cũng như làm suy yếu và hủy hoại một đồng minh của người Đức, Đế chế Ottoman.
Trong cuộc chiến, Lawrence đã chiến đấu với quân đội không chính quy Arab dưới sự chỉ huy của Tiểu vương Faisal, con trai của Hussein bin Ali, Sherif Hussein của Mecca, trong những chiến dịch chiến tranh du kích chống lại quân đội Ottoman. Ông không thuyết phục người Arabs tiến hành những cuộc tấn công trực diện vào thành lũy Ottoman ở Medina mà buộc quân Thổ duy trì quân đội phòng thủ thành phố. Người Arabs tập trung vào điểm yếu của người Thổ, đường sắt Hejaz vốn thiết yếu cho việc phòng thủ. Chiến thuật này đã làm mở rộng chiến trường và buộc quân Thổ phải căng đội hình bảo vệ đường sắt và sửa chữa các hư hại.

### Đánh chiếm Aqaba

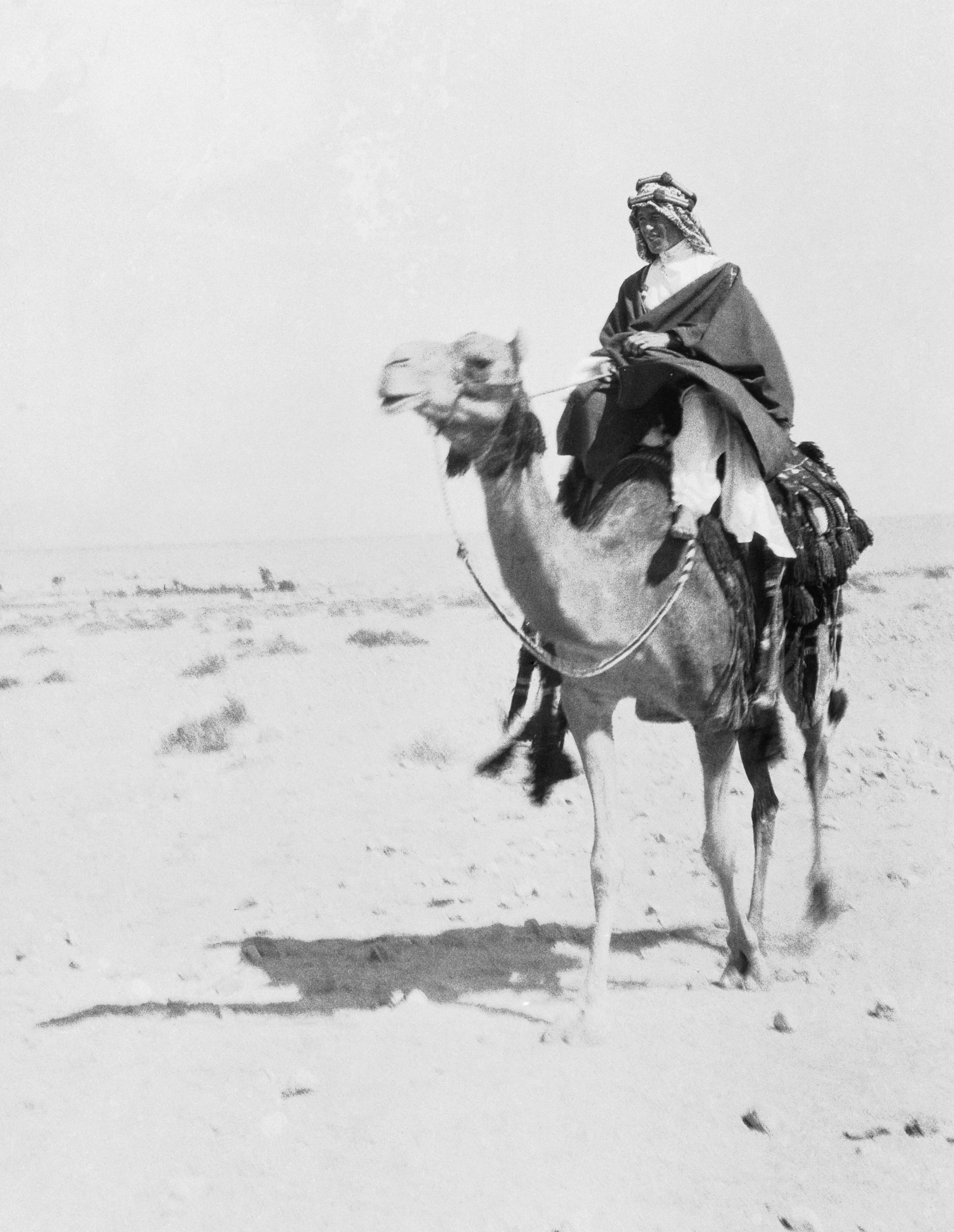
Lawrence ở Aqaba, 1917.

Năm 1917, Lawrence tự ý trù tính một trận hợp đồng tác chiến giữa quân đội không chính quy Arabs với lực lượng của Auda Abu Tayi (từng phục vụ cho Đế chế Ottoman) đánh chiếm trấn Aqaba, một vị trí chiến lược nhưng phòng thủ yếu. Ngày 6 tháng Bảy, sau một cuộc đột kích bằng đường bộ, Aqaba rơi vào tay Lawrence và các lực lượng của ông. Sau trận này, ông được vinh thăng thiếu tá. May mắn cho Lawrence, tư lệnh mới của Lực lượng viễn chinh Ai Cập, Tướng Edmund Allenby, đã đồng ý với chiến lược của cuộc nổi dậy, như khẳng định:
"Tôi đã đưa tay cho anh ấy. Sự cộng tác của anh được ghi nhận bằng lòng trung thành tuyệt đối. Tôi không bao giờ có vấn đề gì mà chỉ ca ngợi công việc của anh, trên thực tế, là vô giá đối với toàn chiến dịch."
Lawrence khi đó đã có một vị trí quyền lực, như là một cố vấn của Faisal và là người nhận được sự tin cậy của tướng Allenby.

### Damascus thất thủ
Năm sau đó, Lawrence tham dự vào cuộc đánh chiếm Damascus trong những tuần lễ cuối cùng của chiến tranh vào được thăng hàm trung tá năm 1918. Ở thành Damascus vừa giải phóng— nơi ông đã hình dung là thủ đô của một nhà nước Arab — Lawrence đã góp phần vào việc thành lập Hội đồng Quốc gia Arab (Arabian National Council - ANC), một chính phủ Arab lâm thời dưới quyền Faisal. Vương quyền của Faisal, tuy vậy, đã đi đến sụp đổ đột ngột vào 1920, sau trận Maysaloun; tại trận này, tư lệnh tập đoàn quân Levant (Pháp) Henri Gouraud sai tướng Mariano Goybet đánh bại quân cách mạng Syria, chiếm Damascus, phá vỡ giấc mơ của Lawrence về một nền độc lập cho bán đảo Ả Rập.
Như là một tập quán có từ những chuyến du hành trước chiến tranh, Lawrence tiếp thu nhiều phong tục và truyền thống Arabs (nhiều bức ảnh đã thể hiện ông ở sa mạc cưỡi lạc đà và mặc áo choàng trắng).
Trong những năm kết thúc cuộc chiến ông đã tìm kiếm, với những thành công đáng ghi nhận, một sự thuyết phục các thượng cấp của mình trong chính quyền Anh rằng một nền độc lập cho người Arab là ước vọng thực sự của họ. Thỏa thuận Sykes-Picot bí mật giữa Anh và Pháp đã đi ngược lại những lời hứa về nền độc lập của riêng ông đối với người Arab và hủy hoại sự nghiệp của ông.
Năm 1918 ông có cộng tác trong thời gian ngắn với phóng viên chiến trường Lowell Thomas. Trong thời gian này Thomas và người quay phim Harry Chase đã quay phim và chụp rất nhiều bức ảnh, mà Thomas đã sử dụng trong một bộ phim có doanh thu cao được trình chiếu khắp thế giới sau sau chiến tranh.

## Những năm sau chiến tranh
Ngay sau chiến tranh, Lawrence làm việc cho Bộ Ngoại giao Anh, tham dự vào Hội nghị Hòa bình Paris từ tháng Một tới tháng Năm như là một thành viên của đoàn Faisal. Ông tiếp tục phục vụ thêm trong năm 1921 như là cố vấn cho Winston Churchill ở Văn phòng Thuộc địa.
Tháng Tám 1922, Lawrence đăng ký vào Không quân Hoàng gia Anh như một phi công dưới tên John Hume Ross. Ông sớm bị cáo giác và, tháng 2 năm 1923, thải hồi khỏi RAF. Ông lại đổi tên thành T. E. Shaw và gia nhập Binh đoàn Thiết giáp Hoàng gia Anh năm 1923. Ông cảm thấy bất hạnh ở đây và làm đơn xin tái gia nhập RAF, họ cuối cùng đã tái thu nhận ông tháng 8 năm 1925. Một chiến dịch quảng cáo rầm rộ sau khi ấn hành Cuộc nổi dậy ở Sa mạc (xem dưới đây) đã dẫn tới việc giới thiệu ông tới một căn cứ hẻo lánh ở British India vào cuối 1926, nơi ông lưu trú cho tới hết 1928, thời điểm ông buộc phải trở về Anh sau những tin đồn bắt đầu lan truyền rằng ông đã tham dự vào các hoạt động gián điệp.

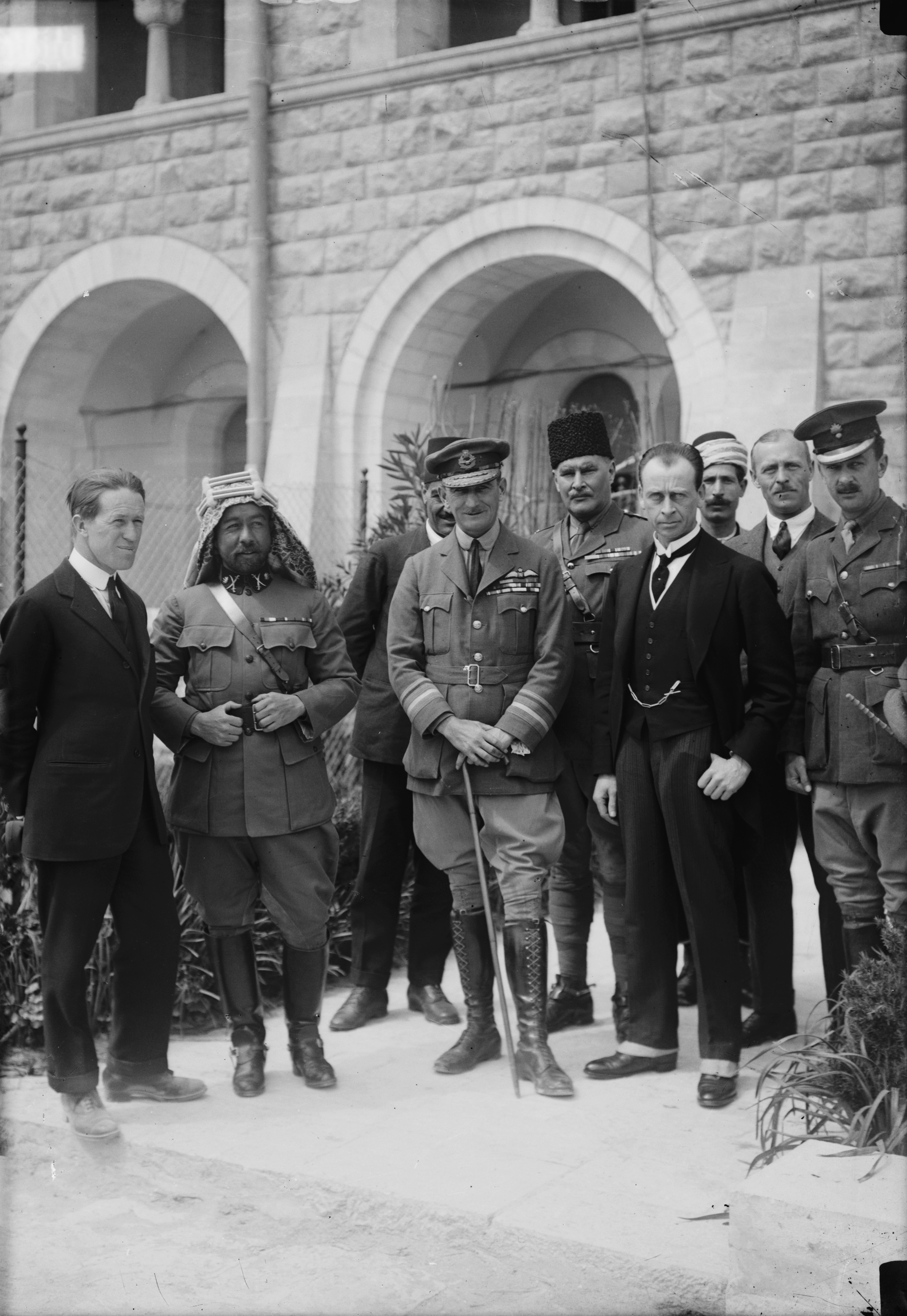
Đại tá T. E. Lawrence, Tiểu vương Abdullah, Nguyên soái Không quân Ngài Geoffrey Salmond, Ngài Herbert Samuel H.B.M. cao ủy và Ngài Wyndham Deedes và những người khác ở Jerusalem.

Ông tậu vài mảnh đất nhỏ ở Chingford, xây một cái trại và một bể bơi và tới đó thường xuyên. Nó đã bị dỡ vào 1930 khi Hội đồng Khu vực đô thị Chingford đòi khu đất và giao cho City of London Corporation, nhưng cái trại được tái dựng ở vùng đất thuộc The Warren, Loughton, nơi nó còn tồn tại, bị bỏ hoang, tới ngày nay. Sự sở hữu của Lawrence đối với mảnh đất ở Chingford hiện nay được tưởng niệm bằng một tấm biển treo tại tháp quan sát ở Pole Hill.
Ông tiếp tục phục vu cho RAF đóng ở Bridlington, East Riding of Yorkshire, phụ trách các phi cơ tốc độ cao. Ông làm việc với sự say mê và cảm thấy rất nuối tiếc khi phải rời quân ngũ vào năm 1935.
Lawrence đã là một tay lái môtô nhiệt tình, và, vào những thời điểm khác nhau, đã sở hữu bảy chiếc Brough Superior. Chiếc xe thứ bảy của ông được trưng bày Bảo tàng Chiến tranh Đế chế.

## Qua đời
Ở tuổi 47, hai tháng sau khi rời quân ngũ, Lawrence đã bị thương nghiêm trọng trong một tai nạn với chiếc môtô Brough Superior SS100 ở Dorset, gần nhà ông, Clouds Hill, gần Wareham. Một hố đào đường đã cản trở tầm mắt ông nhìn hai đứa trẻ đạp xe đạp; khi phát hiện ra và cố tránh chúng, ông mất lái và bị ngã. Ông từ trần sau ngày sau, 19 tháng 5 năm 1935. Chỗ tai nạn ngày nay được đánh dấu bằng một tấm biển tưởng niệm nhỏ bên đường.
Ca tử vong của ông được nghiên cứu kỹ. Một trong số các bác sĩ đã chăm sóc cho ông là nhà phẫu thuật thần kinh Hugh Cairns.Ông bị ấn tượng mạnh bởi tai nạn, và sau đó tiến hành một nghiên cứu lâu dài về sự vong mạng không đáng có của Lawrence bởi sự thiếu trang bị cho người lái xe dẫn tới chấn thương ở đầu. Nghiên cứu của Hugh đã dẫn tới việc sử dụng mũ bảo hiểm trong khi lái xe môtô quân sự lẫn dân sự sau đó.

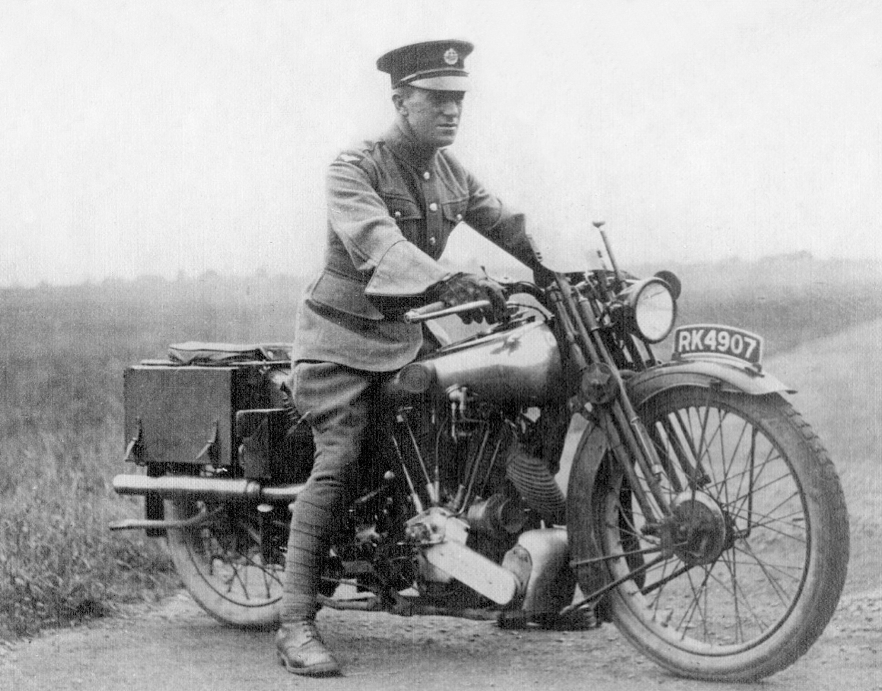
Lawrence trên chiếc Brough Superior SS100

Moreton Estate, tiếp giáp trại Bovington, được sở hữu bởi gia đình người họ hàng, gia đình Frampton. Lawrence đã từng thuê rồi sau đó mua Đồi Clouds từ gia đình Frampton. Ông là một vị khách thường xuyên của ngôi nhà họ, Okers Wood House, và trao đổi thư từ nhiều năm với Louisa Frampton. Khi Lawrence mất, mẹ ông sắp xếp với nhà Frampton để ông được chôn cất ở mảnh đất của gia đình họ ở Moreton Church. Quan tài của ông được chuyển tới nghĩa trang nhà Frampton. Người đến viếng bao gồm Winston và Clementine Churchill cũng như em út của Lawrence, Arnold.
Một bức tượng bán thân của T.E.Lawrence được đặt ở hầm mộ ở Nhà thờ St Paul và một tượng đá tạc bởi Eric Kennington còn giữ ở nhà thờ Anglo-Saxon St Martin, Wareham.

## Tác phẩm
Trong suốt cuộc đời, Lawrence có một sự nghiệp viết lách phong phú. Một phần lớn các bản viết của ông là thư từ; ông thường gửi vài lá thư mỗi ngày. Vài tuyển tập các lá thư của ông đã được xuất bản. Ông trao đổi thư tín với nhiều nhân vật nổi tiếng, bao gồm George Bernard Shaw, Edward Elgar, Winston Churchill, Robert Graves, Noël Coward, E. M. Forster, Siegfried Sassoon, John Buchan, Augustus John và Henry Williamson. Ông từng gặp Joseph Conrad và có nhận xét sâu sắc về sự nghiệp của ông. Nhiều thư từ được ông gửi cho vợ của Shaw, Charlotte.
Lúc còn sống, Lawrence xuất bản bốn tác phẩm chính. Hai trong đó là các bản dịch: Odyssey của Homer, và The Forest Giant — một tiểu thuyết đã bị lãng quên. Ông nhận một khoản thu nhỏ từ bản dịch thứ hai, và thương lượng một khoản phí bản quyền lớn cho bản dịch Homer.

### Bảy Cột trụ của Trí khôn

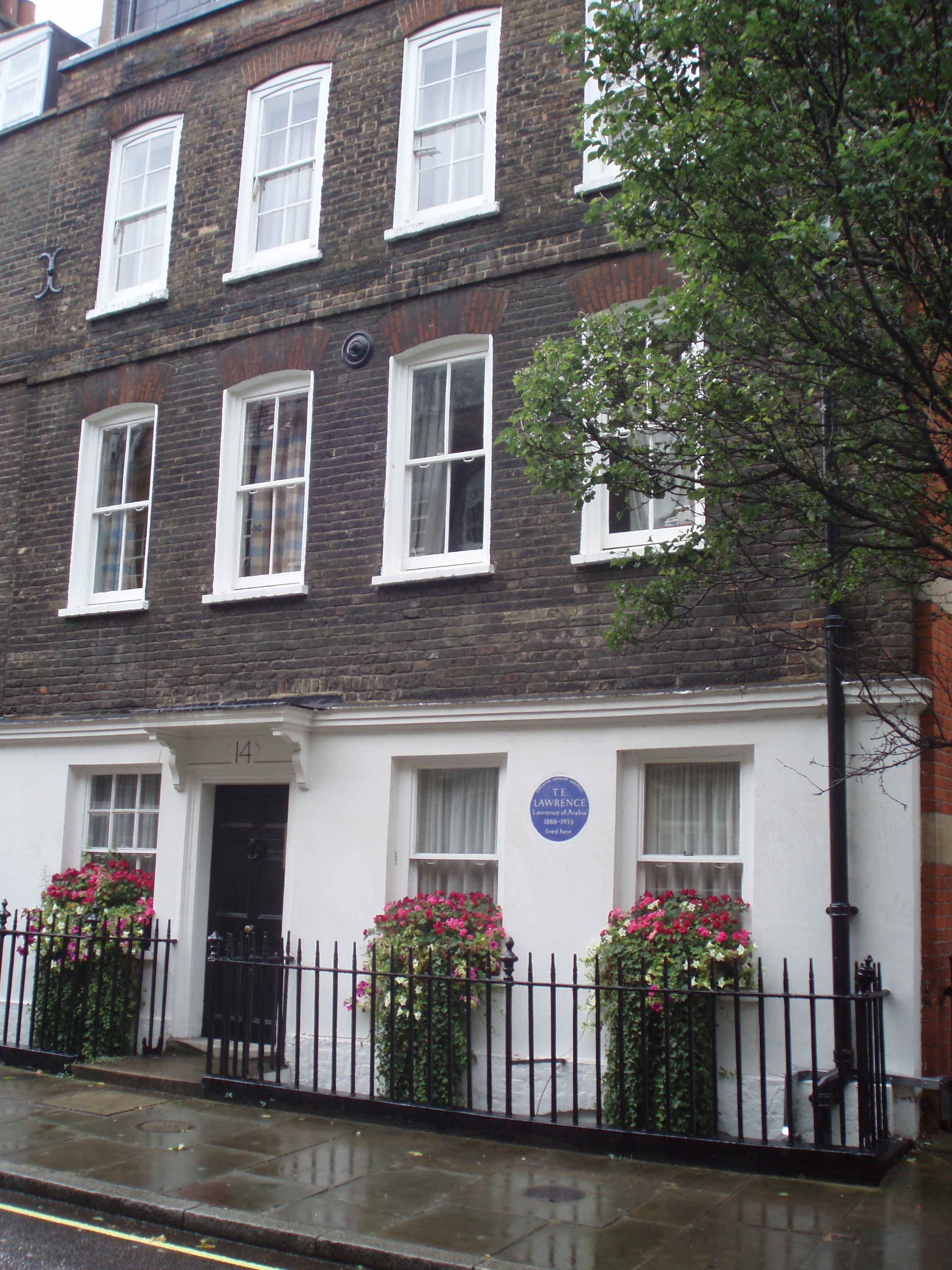
14 Barton Street, Luân Đôn S.W.1, nơi Lawrence sống thời kỳ viết Seven Pillars.

Tác phẩm chính của Lawrence là Bảy Cột trụ của Trí khôn, một miêu tả những trải nghiệm của ông trong cuộc chiến. Năm 1919 ông được chọn cho cuộc nghiên cứu dài bảy năm của All Souls College, Oxford, giúp ông hoàn thành cuốn sách này. Vượt khỏi tư cách một phần ký ức của ông về cuộc chiến, nhiều phần của tác phẩm có thể coi là những tiểu luận về chiến lược quân sự, văn hóa Arabs và địa lý cũng như nhiều chủ đề khác. Lawrence đã viết lại Seven Pillars of Wisdom ba lần; một trong đó đã thất lạc khi ông đánh mất bản thảo khi đổi xe lửa.
Danh sách những thêm thắt bị cáo buộc trong Bảy Cột trụ khá dài, mặc dù nhiều luận điệu đã bị bác bỏ theo thời gian, hầu hết được ghi nhận trong cuốn tiểu sử của Jeremy Wilson. Chẳng hạn, tuy cuốn sổ tay của Lawrence đã biện minh cho tuyên bố về việc đã băng qua Bán đảo Sinai từ Aqaba tới Kênh đào Suez chỉ trong 49 giờ không ngủ; nhưng thực tế là chuyến cưỡi lạc đà lừng danh này đã kéo dài trên 70 giờ đồng hồ và bị ngắt quãng bởi hai đợt nghỉ dài để ngủ, điều Lawrence lờ đi khi ông viết cuốn sách.
Lawrence được cho là đã được George Bernard Shaw giúp đỡ trong quá trình viết sách. Trong lời tựa cuốn Bảy cột trụ, Lawrence bày tỏ "lời cảm tạ tới Ông bà Bernard Shaw cho những đề xuất không đếm được về giá trị và tính phong phú: và cho tất cả những góp ý về dấu chấm phẩy."
Lần xuất bản thứ nhất vào 1926, in ấn ở Luân Đôn bởi Roy Manning Pike & Herbert John Hodgson, với minh họa của Eric Kennington, Augustus John, Paul Nash, Blair Hughes-Stanton và Gertrude Hermes. Lawrence lo sợ rằng công chúng sẽ nghĩ mình trục lợi từ cuốn sách, nên ông khẳng định rằng nó đã được viết như một thành quả phục vụ quân đội của ông. Ông nguyện sẽ không kiếm một khoản tiền nào từ nó, và thực tế ông đã làm đúng như vậy, và giá bán chỉ bằng một phần ba giá thành. Điều này đã khiến ông lâm vào cảnh nợ nần.

### Cuộc nổi dậy ở Sa mạc

Phác họa bởi Augustus John, 1919

Cuộc nổi dậy ở Sa mạc là phiên bản tóm lược của Bảy Cột trụ, được ông bắt đầu vào 1926 và xuất bản vào tháng 3 năm 1927 bằng hai phiên bản hạn chế và thương mại. Ông tiến hành một đợt quảng cáo cần thiết nhưng miễn cưỡng, điều đã giúp cuốn sách trở thành best-seller. Một lần nữa ông lại từ chối tất cả lợi nhuận từ việc xuất bản, góp phần an ủi những người tài trợ cho Bảy Cột trụ vốn đã trả giá đắt cho các ấn bản của cuốn này. Với lần tái bản thứ tư năm 1927, các khoản nợ từ Bảy Cột trụ đã được thanh toán. Khi Lawrence rời quân ngũ ở India vào cuối 1926, ông đã ký thác "Bảy Cột trụ" cho bạn ông, D. G. Hogarth, theo đó ông từ bỏ bản quyền và bất ký lợi tức nào có được từ Cuộc nổi dậy ở Sa mạc. Về sau ông có nói với Hogarth rằng ông "đặt tin tưởng hoàn toàn, để cứu chính tôi khỏi sự hấp dẫn với việc phê bình nó, nếu Cuộc nổi dậy trở thành sách bán chạy."
Các khoản nợ đã được trả, và Lawrence sau đó yêu cầu trong hợp đồng xuất bản ngừng xuất bản phiên bản tóm tắt ở UK. Tuy nhiên, ông đã chấp thuận cả phiên bản lẫn bản dịch ở Hoa Kỳ, điều đã đem lại một khoản doanh thu lớn. Phí nhượng quyền được gửi một phần tới một quỹ giáo dục cho con em thương binh liệt sĩ của RAF, còn lại chuyển tới Quỹ Từ thiện RAF.

### Di cảo
Lawrence còn chưa kịp ấn bản The Mint, tập hồi ký về thời kỳ ông phục vụ cho Không quân Hoàng gia Anh. Với cuốn sách này, ông sử dụng các ghi chép từ cuốn sổ tay còn lưu giữ được, nói về đời sống hằng ngày của những người lính và ước vọng của ông trở thành một phần của thứ vĩ đại hơn chính ông: Không quân Hoàng gia. Cuốn sách mang phong cách hoàn toàn khác với Bảy Cột trụ của Trí khôn, với một thứ văn xuôi thoải mái hơn cách hành văn phức tạp trong cuốn trước. Nó đã được xuất bản sau khi ông qua đời, với sự biên tập của em trai ông, Giáo sư A.W. Lawrence.
Sau khi Lawrence qua đời, A.W. Lawrence trở thành người thừa kế duy nhất toàn bộ bất động sản và quyền bản quyền của Lawrence. Để trả thuế thừa kế, ông đã bán bản quyền trọn vẹn của "Bảy Cột trụ của Trí khôn"(bản đăng ký) cho Doubleday Doran năm 1935. Năm 1936 GS Lawrence chia các bất động sản còn lại, tặng Đồi Clouds cùng nhiều bản sao ít giá trị vật chất hay có tính chất lịch sử của các thư từ cho quốc gia, cụ thể là cho Cơ quan Quản thác Quốc gia, sau đó lập hai văn bản quản thác với các quyền bản quyền còn lại. Đối với bản gốc của "Bảy Cột trụ", GS Lawrence duy trì quyền bản quyền với ấn bản rộng rãi lần thứ nhất. Bằng văn bản quản thác với các thư tín và bài báo, ông duy trì bản quyển của The Mint và tất cả các thư từ của Lawrence, sau này được biên tập và xuất bản trong cuốn sách T. E. Lawrence by his Friends (biên tập bởi A.W. Lawrence, Luân Đôn, Jonathan Cape, 1937).
Một phần các lợi tức được trực tiếp chuyển tới Quỹ từ thiện RAF cho các dự án hàn lâm, môi trường và khảo cổ. Hai sự quản thác trên được hợp nhất vào 1986 và, với cái chết của GS A. W. Lawrence năm 1991, văn bản quản thác hợp nhất cũng thâu tóm tất cả các quyền còn lại của các công trình của T.E.Lawrence.

## Tầm nhìn về Trung Đông
Một bản đồ vùng Trung Đông thuộc về Lawrence được trưng bày ở Bảo táng Chiến tranh Đế chế ở Luân Đôn. Nó được phác thảo bởi ông và sau đó được tặng cho Nội các chiến tranh Anh vào tháng 11 năm 1918.
Bản đồ cung cấp một phương án cho các đường biên hiện tại ở khu vục, rõ ràng là được thiết kế với dự định cách ly vai trò hậu chiến của người Pháp trong khu vực bằng cách hạn chế quyền cai trị thuộc địa trực tiếp với vùng Liban ngày nay. Nó bao gồm một nhà nước riêng cho người Armenia, một nhà nước riêng cho người Palestine, và một nhóm dân tộc của vùng ngày nay là Syria, Jordan và vài phần của Ả Rập Xê Út trong một nhà nước khác, dựa trên ranh giới giữa các bộ lạc và các tuyến đường thương mại.

## Khen thưởng
Lawrence đã nhận Huân chương Thanh tẩy (Companion of the Order of the Bath) cũng như Huân chương Đóng góp Đặc biệt và Bắc Đẩu Bội tinh của nước Pháp. Tháng Mười một 1918 ông từ chối Huân chương Đế chế Anh hạng hai (Knight Commander of the British Empire).

## Hình ảnh công cộng và tưởng niệm

### Phim
Chân dung nổi tiếng của T.E.Lawrence được khắc họa trong bộ phim Lawrence xứ Ả Rập năm 1962 của nhà sản xuất Sam Spiegel do David Lean đạo diễn với sự thủ vai của Peter O'Toole. Phim giành được 7 giải Oscar, ngày nay được xếp vào hàng những phim kinh điển của điện ảnh thế giới (xếp thứ 5 trong 100 phim hay nhất thế kỷ theo bình chọn của Viện phim Hoa Kỳ AFI năm 1998). Nội dung phim chủ yếu dựa trên cuốn "Bảy Cột trụ " với một số hư cấu.

### Truyền hình
- Ông được khắc họa bởi Judson Scott trong sê-ri truyền hình năm 1982 Những nhà du hành!
- Ralph Fiennes đã đóng vai Lawrence năm 1990 trong bộ phim truyền hình Người nguy hiểm: Lawrence Sau Arabia.
- Joseph A. Bennett và Douglas Henshall đóng vai ông trong sê-ri truyền hình năm 1992 The Young Indiana Jones Chronicles. Trong Young Indiana Jones, Lawrence được hư cấu như là bạn lâu năm của nhân vật chính.

### Sân khấu
- Lawrence là chủ đề của vở kịch gây tranh cãi của Terence Rattigan Ross đề cập tới cáo buộc Lawrence đồng tính luyến ái.Ross dàn dựng ở Luân Đôn những năm 1960-1961, vai chính do Alec Guinness, một người hâm một Lawrence và Gerald Harper trong vai kẻ tống tiền ông, Dickinson.
  - Vở kịch đã được viết thành kịch bản phim nhưng chưa bao giờ được quay, nhưng những trích đoạn dài của kịch bản đó có thể nhận ra trong bộ phim năm Lawrence xứ Ả Rập,[25].
  - Tháng Một 1986 ở Nhà hát Hoàng gia, Plymouth trong buổi khai mạc sự trở lại củaRoss, Marc Sinden, người đang đóng vai Dickinson (người phát giác và tống tiền Lawrence, đóng bởi Simon Ward), được giới thiệu với người mà nhân vật 'Dickinson' dựa trên. Sinden hỏi anh ta tại sao lại tống tiền 'Ross', anh ta trả lời "Ồ, vì tiền. Tôi thực sự túng bấn vào thời điểm đó mà lại cần lên Luân Đôn để thăm bạn gái. Đó chưa bao giờ là chuyện to tát cả, nhưng một người bạn tốt của tôi từng rất gần gũi với Terence Rattigan và nhiều năm sau,con quỷ khùng đó đã kể với anh ta câu chuyện".[26]
- Vở Bốn mươi năm của Alan Bennett (1968) bao gồm một lời chế nhạo Lawrence; được gọi là "Tee Hee Lawrence" bởi giọng cười cao, như con gái của ông.
- Nhân vật Binh nhì Napoleon Meek trong vở kịch năm 1931 của George Bernard Shaw Quá đúng để là tốt đẹp lấy cảm hứng từ Lawrence. Meek được mô tả là thông thạo ngôn ngữ và đời sống của các bộ lạc. Anh ta đăng lính và xuất ngũ khi nhận một sự thăng chức.
- Năm đầu tiên sau chiến tranh T. E. Lawrence trở lại Oxford để viết Bảy Cột trụ của Trí khôn đã được khắc họa bởi Tom Rooney trong một vở kịch, The Oxford Roof Climbers Rebellion, viết bởi nhà soạn kịch người Canada Stephen Massicotte (công chiếu ở Toronto 2006). Vở kịch phân tích những phản ứng tâm lý, chính trị của Lawrence đối với cuộc chiến, và tình bạn của ông với nhà thơ Robert Graves. Urban Stages đã giới thiệu buổi công chiếu ở Mỹ ở New York tháng 11 năm 2007; Lawrence do Dylan Chalfy thủ vai.
- Những năm cuối đời của Lawrence được dàn dựng trong show diễn của Raymond Sargent, Chiến sĩ và thi sĩ.[27]

### Trò chơiđiện tử
Những hoạt động nổi dậy, chống Đế quốc Ottoman của ông được tái hiện lại trong trò chơi bắn súng góc nhìn thứ nhất ăn khách Battlefield 1 của nhà phát hành EA Games.

## Các chi tiết khác

### Quân đội
- Văn phòng Tuyển mộ RAF nơi Lawrence đăng ký nhập ngũ từng được điều hành bởi W. E. Johns, người sau này trở nên nổi tiếng như là tác giả của nhân vật Biggles trong bộ sách phiêu lưu cùng tên. Ông mô tả lại trong tự truyện rằng Lawrence từ đầu đã điền sai trên giấy đăng ký rằng tên ông là Shaw, điều đã dẫn tới sự thải hồi ông. Trong vòng một tiếng đồng hồ Lawrence đã quay lại văn phòng, kèm theo một chỉ thị từ Bộ Chiến tranh khẳng định rằng ông phải được thu nhận, bất kẻ sự không nhất quán trong các giấy tờ hay vấn đề sức khỏe của ông. Johns thu nhận ông, và gửi một cảnh báo tới trung tâm huấn luyện rằng một người có một ảnh hưởng mạnh mẽ, rằng anh ta "ăn tối cuối tuần với các bộ trưởng nội các ", đang tới.
- Trong bài tường thuật của Thomas Lowell, Cùng Lawrence ở Ả Rập, trong một chuyến du hành khảo cổ trước chiến tranh tới vùng Lưỡng Hà, Lawrence từng bị một tên cướp Arab tấn công hòng cướp súng của ông, một khẩu Colt.45 Peacemaker. Tuy nhiên, tên cướp đã không hiểu cơ chế bắn phát một của súng lục, nên đành để lại Lawrence bất tỉnh nhưng còn sống. Từ sau tai nạn đó, trang bị ưa thích của Lawrence là khẩu Peacemaker mà ông luôn mang bên mình như vật may mắn. Lawrence cũng được biết thường mang theo một khẩu Mauser C96, và về sau, một khẩu Colt M1911 bán tự động.

### Du hành
- Một con đường ở khu Mount Batten thuộc Plymouth, nơi Lawrence từng đóng quân, mang tên Đường Lawrence để tưởng nhớ ông.
- Một con đường ở Chingford, bắc Luân Đôn, được gọi là 'Gần Ả Rập' do nằm cạnh nơi Lawrence từng sở hữu, Pole Hill.

### Other
- Vào thời kỳ Lawrence mang tên "Shaw", ông tự ký tên mình, chẳng hạn trong sổ khách thăm của Sở thú Port Lympne của Philip Sassoon, như là "338171 A/C Shaw", Noel Coward trong một bức thư tới ông từng hỏi "Liệu tôi có thể gọi anh là 338?"[28][29]